# لمفوما لينيرت
لمفوما لينيرت (تعرف أيضا باللمفوما الليمفية الشبه طلائية) هي لمفوما جهازية تائية الخلايا والتي توجد مع آفات جلدية في ما يقارب 10% من المرات.:739
وهي تسمى أيضا «الشكل المتفاوت الليمفي شبه الطلائي لللمفوما التائية الخلايا المحيطية»
تم تمييزها لأول مرة في 1952.